# Arioso
Ein Arioso (Mehrzahl: Ariosi) ist ein Musikstück für eine Solo-Gesangstimme und Instrumentalbegleitung. Ein Arioso ist sanglicher und weniger dem dramatischen Sprechgesang verpflichtet als das Rezitativ, aber von offenerer und weniger festgefügter Form als die Arie.
Ariosi finden sich üblicherweise nicht einzeln, sondern als Sätze von Opern, Oratorien oder Kantaten; typische Texte sind z. B. Bibelworte, die sich nicht reimen, aber trotzdem einen weniger erzählenden als lyrischen Charakter haben. In gewisser Weise könnte das Arioso daher als ein Nachfolger des freien Solomadrigals betrachtet werden.